# Асубулацька селищна адміністрація
Асубула́цька селищна адміністрація (каз. Асубұлақ кенттік әкімдігі, рос. Асубулакская поселковая администрация) — адміністративна одиниця у складі Уланського району Східноказахстанської області Казахстану. Адміністративний центр — селище Асубулак.
Населення — 2037 осіб (2021; 3001 у 2009, 5565 у 1999, 10851 у 1989).
Станом на 1989 рік існували Асубулацька селищна рада (смт Асубулак) та Білогорська селищна рада (смт Білогорський, село Нижня Таїнта). 2013 року до складу адміністрації була включена територія ліквідованої Білогорської селищної адміністрації (селище Білогорський, село Нижня Таїнта). Село Нижня Таїнта було ліквідовано 2013 року.

## Склад
До складу округу входять такі населені пункти:
| Населений пункт      | Старі назви   | Населення, осіб (1989) | Населення, осіб (1999) | Населення, осіб (2009) | Населення, осіб (2021) |
| -------------------- | ------------- | ---------------------- | ---------------------- | ---------------------- | ---------------------- |
| Асубулак, селище     | -             | 8434                   | 4746                   | 2705                   | 1932                   |
| Білогорський, селище | -             | 2258                   | 707                    | 273                    | 105                    |
| Нижня Таїнта, село   | Нижня Тайинта | 159                    | 112                    | 23                     | -                      |